# 네기달어
네기달어(Negidal)는 러시아의 극동 하바롭스크 지방에서 네기달인들이 사용하던 사멸 직전의 언어로, 아무르강 유역에 주로 분포한다. 퉁구스어족 북부어파에 속하며 특히 에벤키어와 가까워 에벤키어의 방언으로 여겨지기도 한다.

## 상태
2002년 러시아의 인구조사에 따르면 567명의 네기달인 중에 147명만이 네기달어를 구사하는 것으로 보고되었다. 2010년 인구조사 기준 513명의 네기달족 인구 중 19명만이 네기달어를 사용하는 것으로 보고되어 소멸에 임박해있는 것으로 보인다.
학계의 최근 보고에 따르면 상황은 인구조사 보고보다 더욱 심각하여, 2005년부터 2007년까지 실시된 현지 조사 자료에서 세 명의 화자와 소수의 준화자만이 남아 있다고 보고되었다. 2017년에 실시된 현지조사에서는 오직 6명의 고지 네기달어 화자가 남았고 저지 네기달어 화자는 절멸한 것으로 보고되었다. 따라서 네기달어는 심하게 위기에 처한 언어로 분류되며 수십 년 내로 사어가 될 것으로 예측된다.

## 방언
네기달어에는 두 가지 방언이 존재했다. 고지 네기달 방언은 암군강을 따라 분포하며 현재 소수의 화자가 존재한다. 저지 네기달 방언은 사멸했다. 저지 네기달 방언은 특히 에벤키어와 유사하였다.

## 음운

### 모음
|        | 전설 | 중설 | 중설 | 후설 |
| ------ | ---- | ---- | ---- | ---- |
| 고모음 | i    |      |      | u    |
| 고모음 | ɪ    |      |      | ʊ    |
| 중모음 | e    | ə    | ɵ    | o    |
| 저모음 |      | a    | a    |      |

- /o/는 특정 조건 하에서 [ɔ]로 실현될 수 있다.
- 2음절 이상의 단어 내에서 /o/가 나타날 경우 [ɑ] 혹은 [ɒ]로 실현될 수 있다.

### 자음
|        |        | 양순음 | 치경음 | 후치경음 | 경구개음 | 연구개음 |
| ------ | ------ | ------ | ------ | -------- | -------- | -------- |
| 파열음 | 무성   | p      | t      |          |          | k        |
| 파열음 | 유기   | b      | d      |          |          | ɡ        |
| 파찰음 | 무성   |        |        | tʃ       |          |          |
| 파찰음 | 유기   |        |        | dʒ       |          |          |
| 마찰음 | 마찰음 |        | s      |          |          | x        |
| 비음   | 비음   | m      | n      |          | ɲ        | ŋ        |
| 유음   | 유음   |        | l      |          |          |          |
| R음    | R음    |        | r      |          |          |          |
| 접근음 | 접근음 | w      |        |          | j        |          |

- /ɡ/는 변이음 [ɣ]을 갖는다.
- /w/는 무성 자음 앞에서 무성음화되어 마찰음 [ɸ]로 실현된다.[9]

## 같이 보기
- 에벤키어
- 네기달족

## 참고 문헌
- Aralova, N. B. & N. R. Sumbatova. (2016). Negidal’skij jazyk (Negidal). In Vida Ju. Mikhal’čenko (ed.), Jazyk i obščestvo. Sociolingvističeskaja enciklopedija (Language and society. A sociolinguistic encyclopedia) 307–308. Moscow: Azbukovnik.
- Cincius, V.I. (1982). 《Негидальский язык (The Negidal language)》. Leningrad: Nauka.
- Kalinina, E. J. (2008). Etjud o garmonii glasnykh v negidal’skom jazyke, ili neglasnye prezumpcii o glasnykh zvukakh (A study of vowel harmony in the Negidal language or unstated assumptions about vowels). In Arkhipov, Aleksandr V., Leonid M. Zakharov, Andrey A. Kibrik, Aleksandr E. Kibrik, Irina M. Kobozeva, Ol’ga F. Krivnova, Ekaterina A. Ljutikova & Ol’ga V. Fedorova, (eds.), Fonetika i nefonetika. K 70-letju S.V. Kodzasova (Phonetics and non-phonetics. On the occasion of the 70th birthday of S.V. Kodzasov), 272–282. Moscow: Jazyki slavjanskikh kul’tur.
- Kazama, Shinjiro (2002). 《ネギダール語 テキストと文法概説 (Negidal Texts and Grammar)》. Publications on Tungus languages and cultures 19. Endangered languages of the Pacific Rim, A2-021. Kyoto: Nakanishi.
- Myl'nikova, K.M.; Cincius, V.I. (1931). “Материалы по исследованию негидальского языка (Materials on the Negidal language)”. 《Tungusskij Sbornik I:107-218》.
- Pakendorf, B. & Aralova, N. (2018). The endangered state of Negidal: a field report. Language Documentation & Conservation 12: 1-14. http://hdl.handle.net/10125/24760
- Xasanova, M.M.; Pevnov, A.M. (2003). 《Мифы и сказкы негидальцев (Myths and tales of the Negidals)》. Publications on Tungus Languages and Cultures 21. Endangered languages of the Pacific Rim, A2-024. Kyoto: Nakanishi.